# 中國長遠
中國長遠控股有限公司，簡稱中國長遠控股，以及中國長遠（英語：China Fortune Holdings Limited，港交所：0110），於1992年由劉小鷹（主席兼首席執行官）和兄弟創立名為「長遠有限公司」。
業務是經營中國資源採礦、電訊專營權零售、和投資業務。
2000年2月16日於港交所創業板上市，當時代碼為8040.HK，以及當時名為「長遠電信網絡集團有限公司」，其後在2004年1月26日轉換為主板上市。
總部位於香港葵涌和宜合道63號麗晶中心A座15樓1505-7室。

## 連結
- Chinafortune.com（页面存档备份，存于）